# Ooteoote
Ooteoote is een Nederlandstalige literaire weblog die inspeelt op de literaire en artistieke actualiteit in binnen- en buitenland. Het bestaat sinds 2011 en is vernoemd naar het bekende klankgedicht van Jan Hanlo. De huidige redactie bestaat uit Judy Elfferich, Rozalie Hirs en Jeroen van den Heuvel. Medewerkers zijn auteurs, critici en vertalers uit Nederland en Vlaanderen. 
Het blog besteedt aandacht aan cross-overs tussen literatuur, beeldende kunst, film en muziek en werkt zelf ook multimediaal. Er wordt vooral gefocust op het artistieke werk en veel minder op de persoon van de makers. Net als een literair tijdschrift op papier publiceert Ooteoote gedichten, essays, korte prozateksten en vertalingen van overwegend hedendaagse auteurs.
In de loop der jaren zijn er een aantal permanente of langlopende series en rubrieken ontstaan waarin geregeld een nieuw item verschijnt:
- In de 'LL'-serie wordt telkens een nieuw gedicht van een dichter uit de Lage Landen gepubliceerd;
- In  de 'Vertaallab'-serie wordt telkens een buitenlands gedicht gepubliceerd, vaak vergezeld van een vertaling;
- In 'Poetry in motion' worden animatie- of videofilmpjes die gebaseerd zijn op een gedicht gepresenteerd;
- In 'De regels' onderzocht Han van der Vegt elke week de vormkracht en betekenis van een versregel uit de Nederlandse poëzie;
- In de rubriek 'Recente poëzierecensies' wordt elke maand gesignaleerd hoe critici in gedrukte media en op het web hebben gereageerd op nieuw verschenen gedichtenbundels;
- In de rubriek 'Eerste indrukken' wordt een gedicht uit een pas verschenen dichtbundel onderwerp van close reading;
- In 'zandkiem, kiemzand', vernoemd naar twee versregels van Jacques Hamelink, worden gedichten gepubliceerd van opkomende auteurs;
- In de 'Literaire kalender' worden literaire evenementen in België en Nederland aangekondigd.